# Alcorcón (Gerichtsbezirk)
Der Gerichtsbezirk Alcorcón ist einer der 21 Gerichtsbezirke in der autonomen Gemeinschaft Madrid.
Der Bezirk umfasst die Gemeinde Alcorcón auf einer Fläche von 33,73 km² mit dem Hauptquartier in Alcorcón.